# 015B Gospel Music:Hymn to him
"015B Gospel Hymn to him"는 대한민국의 그룹 015B의 가스펠 앨범이다. 정석원, 장호일, 김태우 등이 참여했다.

## 곡 목록
1. 두분을 축하해요 (작사:조형곤 작곡:조형곤 편곡:조형곤) 4.36
2. PSALM 23 (작곡/편곡:조형곤)   5.02
3. 주님이 우리맘에 들어오시면 (작사:조형곤 작곡:조형곤 편곡:조형곤)   5.04
4. Piano Improvisation For Him - 정석원 피아노연주  (작곡,편곡:정석원) 2.15
5. 평화를 위한 일꾼 (작사:조형곤 작곡:조형곤 편곡:조형곤) 3.59
6. 날마다  (편곡:조형곤) 4.14
7. 주여 지금 여기에 오소서 (작사:조형곤 작곡:조형곤 편곡:조형곤)   5.41
8. 나의 찬미  (편곡:조형곤) 3.54
9. 그대곁에 주님이 (작사:조형곤 작곡:조형곤 편곡:조형곤) 5.39 -91년 2집 '사랑은 그대곁에'의 원곡
10. 마귀들과 싸울지라 -장호일 기타연주 1.57